# نيكل رأس الحرية
نقد أو نيكل رأس الحرية، الذي يشار إليه أحيانًا باسم النيكل V بسبب تصميم النقش، هو عبارة عن قطعة أمريكية من خمس سنتات. تم سكها للتداول من عام 1883 حتى عام 1912، مع خمس قطع على الأقل سكت بشكل خفي مؤرخة في عام 1913. أما الوجه الآخر (الطرة) فيحتوي على صورة يسارية لإلهة الحرية.
النيكل الأصلي المكون من النحاس والنيكل والبالغ خمسة سنتات، وهو نيكل شيلد (نقد الدرع)، الذي واجه مشاكل إنتاج طويلة الأمد، وفي أوائل ثمانينيات القرن التاسع عشر، كانت دار السك الأمريكية تطمح لتبديله. وتم توجيه تعليمات إلى المسؤول النقاش التابع لدار السكة تشارلز باربر لإعداد تصاميم للقطعة المقترحة من قيمة واحد وثلاثة وخمس سنتات، والتي كانت لتحمل تصاميم مماثلة. وتمت الموافقة فقط على قطعة الخمس سنت الجديدة، التي دخلت حيز الإنتاج في عام 1883. ومنذ ما يقرب من ثلاثين عامًا، تم إنتاج كميات كبيرة من هذا النقد لتلبية الطلب التجاري، خاصة وأن الآلات التي تعمل بقطع النقود المعدنية أصبحت ذات شعبية متزايدة.
بدا من عام 1911 عملت دار السكة العمل لاستبدال تصميم رأس الحرية، وبالفعل أصبح تصميم جديد يعرف باسم نيكل بافلو (نقد الجاموس)، والذي بدأ إنتاجه في فبراير 1913. على الرغم من أنه لم يتم سك أي نيكل برأس الحرية لعام 1913 رسميًا، إلا أنه من المعروف أن خمسة قطع قد وجدت. في حين أنه من غير المؤكد كيف ظهرت هذه النقود، فقد أصبحت من بين النقود الأغلى في العالم، حيث تم بيع واحدة في عام 2018 مقابل 4.5 مليون دولار

## الأصل
الصناعي جوزيف وارتون، الذي كان له مصالح في تعدين وإنتاج النيكل، دفع في اتجاه اتخاد قرار استخدام معدن النيكل في العملات المعدنية في منتصف ستينيات القرن التاسع عشر، مما أدى إلى إدخال نيكل الدرع أو نيكل شيلد في عام 1866. وقد واجه نيكل الدرع صعوبات خلال اصداره: التصميم المعقد جعل العملات لا تسك بشكل جيد. والتعديلات على التصميم فشلت في حل المشكلات الفنية، وقد نظرت دار السك في احتمال استبدال التصميم في وقت مبكر من عام 1867. ومع ذلك، ظل نيكل الدرع قيد الإنتاج.  مع تأخر إنتاج نقود النحاس والنيكل قيمة خمسة سنتات في أواخر سبعينيات القرن التاسع عشر، ومع إنتاج النقود المصنوعة من النحاس والنيكل بثلاث سنتات تقريبًا، سعى وارتون إلى زيادة مبيعاته من النيكل إلى دار السك الأمريكية. على الرغم من أن عملات النحاس والنيكل تم سكها بأعداد صغيرة فقط، إلا أن سنت البرونز كانت تمثل جزءًا كبيرًا من إنتاج دار السكة، وبدأ وارتون في الضغط من أجل سك سنت النقد من النيكل والنحاس.
في عام 1881، ادى هذا الضغط بدار السك ارشيبلاد لندن سنودن بالطلب من المسؤول النقاش بدار السكة تشارلز إي. باربر بإنتاج تصميمات موحدة من قيمة سنت واحد وثلاتة وأربعة سنتات. أخبرت دار السك سنودن باربر أن التصميمات المقترحة ستظهر على الجانب الطرة (أو جانب الرأس) برأس ليبرتي الكلاسيكي مع الأسطورة «ليبرتي» والتاريخ. بينما جانب النقش (أو جانب الذيل) سيظهر بإكليل من القمح والقطن والذرة حول رقم روماني يحدد قيمة العملة؛ وهكذا كانت القطعة ذات الخمس سنتات تحمل الرقم الروماني "V". هذا الأقتراح سوف يرفع من حجم السنت إلى 16 مليمتر (0.63 بوصة) ومن وزنه إلى 1.5 غرام (0.053 أونصة)، والتعديلات على نيكل الثلاثة سنت ستزيد حجمه إلى 19 مليمتر (0.75 بوصة) ووزنه إلى 3 غرام (0.11 أونصة). يحتفظ النيكل بوزن 5 غرام (0.18 أونصة)، ولكن سيتم زيادة قطره إلى 22 مليمتر (0.87 أونصة)22 مليمتر (0.87 بوصة).

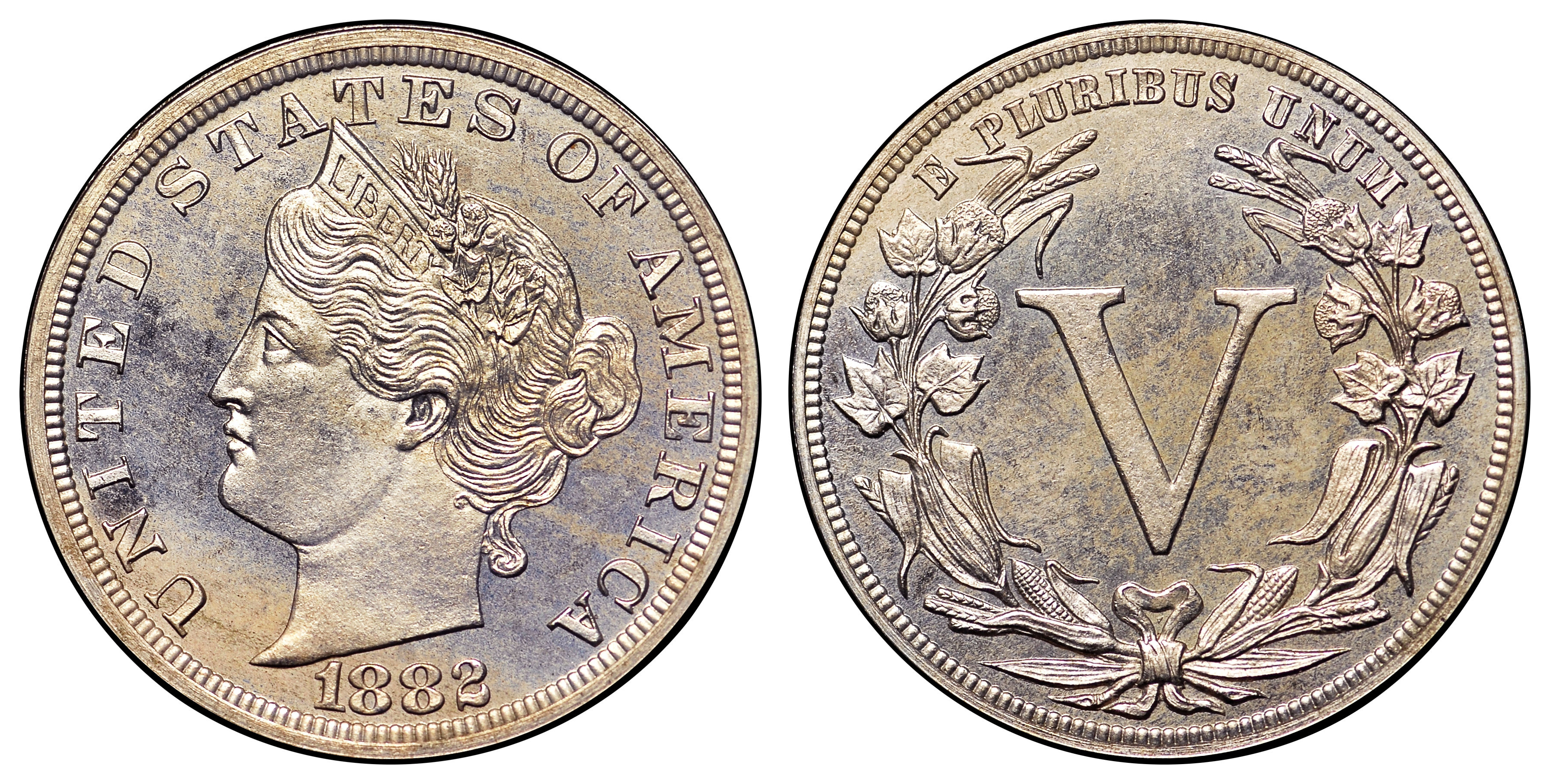
وجهان لنيكل باربر

انتج تشارلز إي. باربر التصاميم المطلوبة.حيت تم سك أعداد كبيرة إلى حد ما من النقوش المعدنية. أظهر تصميم باربر للنيكل صورة مماثلة لتلك التي تم تبنيها في النهاية لطرة، مع نقش «الولايات المتحدة الأمريكية» والتاريخ.بنما ظهرت على النقش صورة الإكليل المطلوبة المحيطة ب"V"، وبدون اية حروف أخرى.لاحقا في تلك السنة أضيفت عبارة «نؤمن بالرب» على نقش تصمم معدل. استنتجت دار السك سنودن أن نقود السنت وثلاث سنتات ستكون صغيرة جدًا للاستعمالها في التداول، لكن باربر استمر في العمل على النيكل، مع تعديل الحجم على 21.21 مليمتر (0.835 بوصة). أعاد باربر تصميمه في عام 1882، مضيفًا العبارة «واحد من الكثرة E Pluribus Unum»  إلى النقش. أحد الأشكال المختلفة التي تم سكها كنموذج، ولكن لم يتم تبنيه، كانت عملة ذات خمس شقوق متساوية في حافة العملة. تم سك «نيكل الرجل الأعمى» بناءً على طلب من عضو الكونجرس والجنرال الأتحادي السابق ويليام إس. روسكرانس، الذي ذكر أن العديد من زملائه في زمن الحرب أصيبوا بالعمى بسبب القتال أو المرض.
في أواخر ذلك العام، تم اعتماد تصميم باربر لعام 1882 من قبل سلطات دار السك، وتم إرسال 25 عينة إلى واشنطن للموافقة الدورية من قبل وزير الخزانة تشارلز ج. فولجر. وعكس توقع دار السك سنودن، رفض فولجر التصميم.حيت أن السكرتير أدرك، عند مراجعة قوانين العملة، أن القوانين تقضي بأن يظهر نقش «الولايات المتحدة الأمريكية» في وجه النقش وليس الطرة.فولجر كان قد تشاور مع الرئيس تشيستر آرثر، الذي أكد رأي فولجر. اقترحت سنودن أنه ينبغي إجراء استثناء، لكن فولجر رفض، وعدّل باربر تصميمه وفقًا لذلك. تمت الموافقة على التصميم المنقح، وكانت العملة المعدنية جاهزة لسك في أوائل عام 1883.

## الظهور
بدأ سك النقود الجديدة في 30 يناير 1883، ووضعت دار السك النقود الأولى في التداول في 1 فبراير. لكنها سرعان ما شعرت بالقلق إزاء تقارير المضاربة حول نيكل شيلد التجريبي 1883، الا أنها تلقت إذنًا في 6 فبراير لمواصلة سك نيكل شيلد التجريبي لعدة أشهر إلى جانب النقود الجديدة.
لم يكن يعتقد أنه من الضروري تسجيل كلمة «سنتات» على النيكل؛ حيت أن نقود الفضة والنيكل النحاسي من قيمة ثلاثة سنتات كانت قد تداولت لسنوات مع الأرقام الرومانية فقط للإشارة إلى القيمة. سرعان ما أدرك المحتالون الطموحون أن النيكل الجديد كان قريبًا من قطر نقد الذهب الذي يبلغ خمسة دولارات، وإذا كانت العملة الجديدة مطلية بالذهب، فقد يتم تمريرها مقابل خمسة دولارات. سرعان ما فعلوا ذلك، وحققوا النجاح في تمرير العملة. والقطع النقدية تم بريها على الزوايا من قبل المحتالين، لجعلها تبدو أكثر مثل العملات الذهبية. هناك رواية واسعة الانتشار مفادها أن أحد مرتكبي هذا الاحتيال كان رجلاً يدعى جوش تاتوم، كان سيذهب إلى المتجر، ويختار بضائع بتكلفه خمسة سنتات أو أقل، ويدفع بستخدام القطعة المطلية بالذهب والعديد من البائعين يعطونه 4.95 دولار كباقي. وفقًا لرواية، لم يطبق القانون ضض تاتوم، لأنه كان يدفع قيمة مشترياته وبالكاد يقبل الباقي. حسب بعض الروايات، لم يكن بإمكان تاتوم أن يشوه قيمة العملة لأنه كان أصم وأبكم. 
نشبت عن عملية تغليف النيكل حالة من الذعر داخل دار السك، وجعلت نيكل رأس الحرية يتوقف فجأة. طُلب من باربر تعديل تصميمه، وهو ما فعله، حيث أزال عناصر التصميم الأخرى لاستيعاب كلمة «سنتات» في الجزء السفلي من تصميم النقش. أصدر النيكل المعدل في 26 يونيو 1883، وهو التاريخ الذي توقف فيه إنتاج النيكل شيلد. استجاب الجمهور بتخزين النيكل «الفاقد لكلمة سنتات»،  مدفوعين من التقارير التي تفيد بأن وزارة الخزانة تعتزم استدعاء تلك النيكل، وأنها سوف تصبح نادرة.

## الإنتاج
بعد عمليات التعدين الكبيرة للنيكل بين عامي 1883 و 1884، تلى ذللك إنتاج أقل بكثير في عامي 1885 و 1886. وكان هذا بسبب التراجع الاقتصادي الذي قلل الطلب على النقود المعدنية. إنتاج عام 1886كان كذالك منخفضًا بسبب قرار وزارة الخزانة بإعادة إصدار أعداد كبيرة من العملات المعدنية الصغيرة البالية. ولم يستأنف الإنتاج حتى سبتمبر 1886 حيت أستأنفت دار السك الكامل للعملة. بحلول عام 1887، كانت دار السك غارقة في الطلبيات، حيث أنها أذابت كميات كبيرة من العملات القديمة من النحاس والنيكل لتلبية الطلب. على الرغم من هذه الجهود، اضطرت دار السك إلى عدم أكمال العديد من الطلبيات. ظل الطلب قوياً حتى عام 1894، عندما أوقفت دار السك الإنتاج مؤقتًا بسبب مراكمتها لفائض خلال ذعر عام 1893.
قانون السك لعام 1890 يحيد عدد من الفئات المهجورة كنقد الثلات سنتات. في 26 سبتمبر 1890 قانون اخر للكونكرس ينص أن على أن لا يبدل تصميم النقود المعدنية لإ بعد مرور 25 سنة من تاريخ تداوليها لإ إذا سمح الكونكرس بعكس ذللك. ولكن لم يكن شيء في القانون يمنع من إعادة تصميم الخمس سنتات الحالية و الدولار الفضي«حتى سريان المفعول بعد المصادقة على القوانين». في سنة 1896 وجها النيكل سكت للمرة الأولى منذ 1885, حيت الأختبار، والنقود المثقوبة جربت. قطع 1896, التي تظهر درعا عاديا مع رمح يتقدمها، سكت بقرار من مجلس النواب الأمريكي يطلب من سكرتير الخزينة أن يسلم تقرير حول سلبيات وأيجابيات أستعمال مختلف مكونات النقود. لم تسك نقود النيكل مرة أخرى حتى العام 1909.

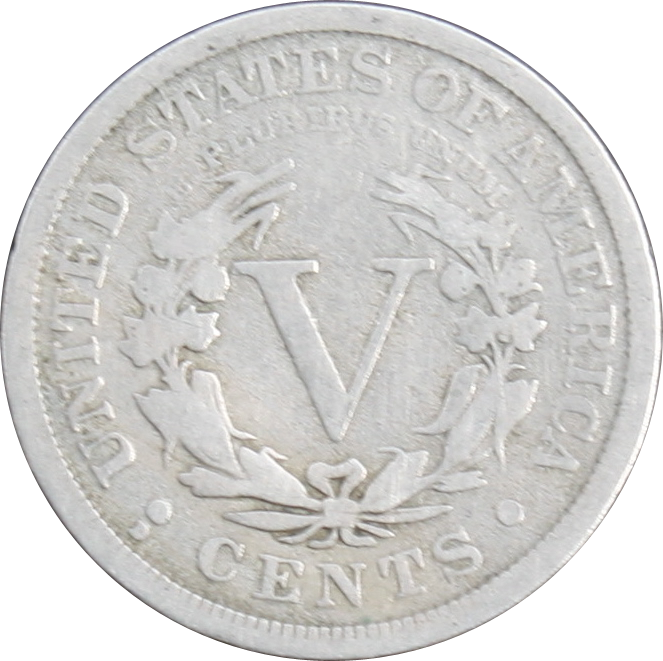
1912-D نيكل ؛ علامة دار السك D (دي) ترمز لدينفير و توجد في أسفل اليسار، بجنب النقطة.

شهدت انقضاء القرن طلبًا غير مسبوق على النيكل، وذلك بسبب الاقتصاد المزدهر واستخدام النيكل في الآلات التي تعمل بقطع النقود المعدنية. في عام 1900، دعا مدير دار السك جورج إ روبرت جورج الكونغرس لمنح دار السك اعتمادات أكبر لشراء المعادن الأولية، من أجل إنتاج أكبر النيكل والسنت. نفس العام، تم تعديل التصميم قليلاً، بإطالة بعض الأوراق الموجودة على جهة النقش. حدث هذا التغيير مع إدخال لوحة وصل جديدة، تم صنع القطع المعدنية منها. بقي الطلب على العملات المعدنية كبيرا؛ في شهر مارس من عام 1911، أفادت مجلة الشهرية «ميلز نوميزماتيك» أن دار السك كانت تعمل ليل نهار وبستمرار يوميًا لإنتاج سنتات ونيكل، وحتى مع ذلك فقد فشلت في تلبية الطلب.
في تقاريرهم السنوية، طالب مديري دار السك، منذ فترة طويلة بتصاريح من أجل سك السنتات والنيكل في جميع فروع دار السك؛ إلا أن هذا الأمر لا يمكن تحقيقه بموجب القانون الذي ينص على سك النقود في ولاية فيلادلفيا فقط. في 24 أبريل 1906، تمت إزالة هذا التقييد، وعلى الرغم من أن العملات المعدنية الأساسية الأولى، سنتات في كلتا الحالتين، لم يتم سكها في سان فرانسيسكو حتى عام 1908 ودنفر حتى عام 1911. في عام 1912، صُنعت النيكل لأول مرة في كل من فرعي دار السك المذكورين.  لم يتم سك النيكل منذ عام 1912 (بالنسبة لسان فرانسيسكو) حتى عشية عيد الميلاد، ولم يتم سكه إلا لمدة أربعة أيام عمل.نيكل A 1912-S الذي يعد واحد من الأربعين عملة التي تم صياغتها استعمل من فيل عمدة سان فرانسيسكو السابق جيمس دي فيلان، وهو واحد من الأربعين عملة التي تم صياغتها، لدفع الأجرة الأولى على أول سيارة ترام في المدينة في 28 ديسمبر 1912. باستثناء نيكل 1913، 1912 -S، الذي سك منه 238000 نقد فقط، وهو إلى حد بعيد الأندر في هذه السلسلة.

## الاستبدال

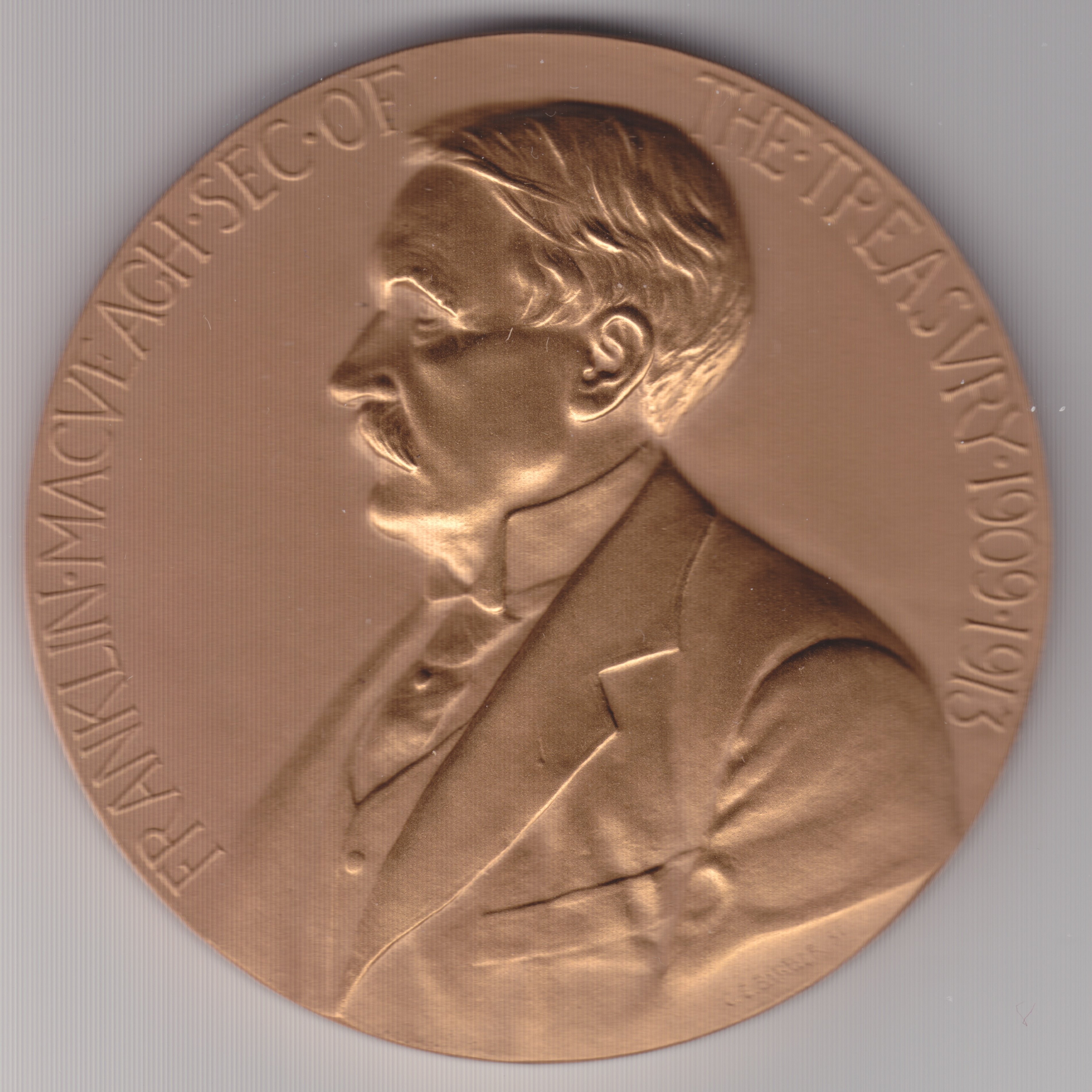
كان لوزير الخزانة فرانكلين ماكفيغ (المصور على ميدالية دار السك) دور فعال في استبدال نيكل رأس الحرية بالنيكل (الجاموس) بافالو.

في عام 1909، تم النظر في استبدال النيكل راس الحرية بتصميم جديد. في محاولة لعصرنة النقود المعدنية، حيت تم إعادة تصميم السنت والقطع الذهبية. تم التعاقد مع فنانين بارزين من خارج دار السك لتصميم قطع النقود الجديدة، الشيء الذي أثار إلى حد كبير استياء باربر. كان مدير دار السك فرانك أ. ليتش من المعجبين بأعمال باربر، وقد جعله يعد تصاميم من أجل السك. أعد باربر، بناءً على طلب ليتش، تصميمًا يظهر رأس واشنطن، وأفادت الصحف أنه قد يتم إصدار عملات معدنية جديدة بحلول نهاية عام 1909. في يوليو 1909، استقال ليتش، مما وضع نهاية لهذه المسألة في ذاك الوقت.

 في 4 مايو 1911، أرسل ايمز ماكفيغ، ابن وزير الخزانة فرانكلين ماكفيغ، إلى والده: 
 هناك القليل من الأشياء التي يبدو أنها أغفلت عنا جميعًا هي الفرصة لأطفاء جمالية على تصميم النيكل أو قطعة نقد الخمسة سنتات خلال توليك للأدارة، ويبدو لي أنها ستكون تذكارًا دائمًا من النوع الأكثر جاذبية. كما تعلم، إنه النقد الوحيد الذي كان يمكنك تغيير تصميمه خلال توليك لمنصب إدارتك، حيث أعتقد أن هناك قانونًا مفاده أنه لا يجب تغيير التصميمات أكثر من خمس وعشرين عامًا. ويجدر بي التفكير في أنه النقد المطرح لتداول بأعداد هائلة  
 بعد ذلك بفترة وجيزة، أعلن نائب وزير الخزانة أبرام أندرو أن دار السك ستطلب تصاميم جديدة. اتصل النحاث المشهور جيمس إيرل فريزر بمسؤولي وزارة الخزانة الذين أعجبوا بمقترحاته. طلب مدير دار السك روبرتس في البداية من فريزر تصميم يظهر تمثال نصفي لشخصية لنكولن، والذي أنتجه بشكل رئيس لإرضاء روبرتس، ولكن فريزر طور أيضًا تصميمًا اخر يضم أمريكيًا من السكان الأصلين على الطرة (الوجه)، مع وجود البيسون الأمريكي في النقش (الاتجاه المعاكس). حصل هذا التصميم على موافقة مبدئية بواسطة ماكفيغ في 13 من يناير 1912، وسيُعرف باسم نيكل بوفالو (نيكل الجاموس).  في أواخر يونيو، أكمل فريزر نموذج التصميم النهائي. تم تقديم مواصفات النيكل الجديد لشركة هوبس لتصنيع، وهي شركة لتصنيع آلات البيع، والتي بعد اجتماع مع فريزر في أوائل نوفمبر، أظهرت أن قطع النقود الجديدة من المحتمل أن ألا تتوافق مع أجهزتها. بناءً على طلب الشركة، أعد فريزر نسخة منقحة، لكن السكرتير ماكفيغ رفضها على أساس أن التغييرات قد خرقت التصميم،  الذي كان قد أعجب به كثيرًا.
في 13 كانون الأول (ديسمبر) 1912، حذر روبرتس موظفي دار السك من اتخاذ أي إجراء استعدادً لنقود الخمسة سنتات 1913 حتى تصبح التصميمات الجديدة جاهزة. أنهى إنتاج النيكل رأس الحرية في فيلادلفيا مينت في نفس اليوم. تم إجراء تغيير طفيف على تصميم بفلو في محاولة لإرضاء شركة هوبس، الشركة التي قدمت لائحة طويلة من التغيرات التي ترغب في اجرائها على النقد. في 15 فبراير 1913، مع مرور أقل من ثلاثة أسابيع حتى اضطر إلى ترك منصبه أثر قدوم إدارة ويلسون، كتب ماكفيغ إلى روبرتس، مشيرًا إلى أنه لم يشتكي أي صانع آخر لماكنات البيع أو القمار من التصميم الجديد. وخلص الأمين إلى أن كل ما هو ممكن قد تم فعله لإرضاء شركة هوبز، وأمر بأن يدخل إنتاج النيكل الجديد حيز التنفيد. 

## 1913

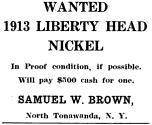
إعلان وضعه براون في مجلة "Numismatist"، في ديسمبر 1919

في عام 1913 كانت المعلومات الأولية التي تشير إلى أن نيكل رأس الحرية قد يتم سكها في ديسمبر 1919، عندما قام تاجر العملات المعدنية صمويل دبليو براون بوضع إعلانات في منشورات النقد، وعرضت شراء أي من هذه النيكل. في غشت 1920، عرض براون عملة واحدة من هذا القبيل في المؤتمر السنوي الجمعية النقدية الأمريكية (ANA). روى براون أنه تم تحضير نهاية مدروسة لنيكل رأس الحرية للعام 1913، وتم جمع بعض القطع لاختبار النهاية. كما اتضح، كان براون يمتلك خمس عملات معدنية، التي قام ببيعها في نهاية المطاف. بعد أن أمضى خمسة عشر عاماً في يد غريب الأطوار كول إ.أتش.ارغرين، فورت وورث، جامع منطقة تكساس، اختفت النقود اخيرا عام 1943. منذ ذلك الحين، كان للعملات المعدنية عدة مالكي لكل منها. اليوم، حاليا هناك اثنتان معروضتان للعموم - في معهد سميثسونيان بواشنطن ومتحف النقود أي.أن.أي في كولورادو سبرينغز، بينما ثلاتة مملوكة بشكل خاص. تم تسجيل سعر واحد لنيكل رأس الحرية لعام 1913 في يناير 2010، عندما تم بيعه بسعر 3,737,500 دولار في مزاد. أحدث بيع لنيكل رأس الحرية 1913 وقع في أبريل 2013 بأكثر من 3.1 مليون دولار وبيع اخر ب4.5 مليون دولار في مزاد في أغسطس 2018.
من غير المؤكد كيف تمت صناعة نيكل عام 1913. لا تظهر سجلات دار السك أي إنتاج لنيكل رأس الحرية لعام 1913، ولم يتم التصريح بصنع أي منها. تم إعداد الوفيات مسبقًا وإرسالها إلى كاليفورنيا لعملات نيكل رأس الحرية 1913-S، ولكن بناءً على تعليمات بإيقاف العملات الصادرة من روبرتس، تم إعادتهم إلى فيلادلفيا. حيت استلامها بحلول 23 ديسمبر، ودمرت بشكل شبه مؤكد في أوائل يناير. كان براون موظفًا في فيلادلفيا دار السك (على الرغم من أن هذا لم يكن معروفًا حتى عام 1963) والعديد من الشبهات تحوم حوله.

## أوجه السك
| عام                             | علامة دار السك | المسكوكات |
| ------------------------------- | -------------- | --------- |
| 1883 بدون عبارة "سنتات" "CENTS" |                | 5479519   |
| 1883 مع عبارة "سنتات" "CENTS"   |                | 16032983  |
| 1884                            |                | 11273942  |
| 1885                            |                | 1476490   |
| 1886                            |                | 3330290   |
| 1887                            |                | 15263652  |
| 1888                            |                | 10720483  |
| 1889                            |                | 15881361  |
| 1890                            |                | 16259272  |
| 1891                            |                | 16834350  |
| 1892                            |                | 11699642  |
| 1893                            |                | 13370195  |
| 1894                            |                | 5413132   |
| 1895                            |                | 9979884   |
| 1896                            |                | 8842920   |
| 1897                            |                | 20428735  |
| 1898                            |                | 12532087  |
| 1899                            |                | 26029031  |
| 1900                            |                | 27255995  |
| 1901                            |                | 26480213  |
| 1902                            |                | 31489579  |
| 1903                            |                | 28006725  |
| 1904                            |                | 21404984  |
| 1905                            |                | 29827276  |
| 1906                            |                | 38613725  |
| 1907                            |                | 39214800  |
| 1908                            |                | 22686177  |
| 1909                            |                | 11590526  |
| 1910                            |                | 30169353  |
| 1911                            |                | 39559372  |
| 1912                            |                | 26236714  |
| 1912                            | D              | 8474000   |
| 1912                            | S              | 238000    |
| 1913                            |                | 5 معروفة  |

## قائمة المراجع
- Bowers، Q. David (2006). A Guide Book of Shield and Liberty Head Nickels. Atlanta, Ga.: Whitman Publishing. ISBN:978-0-7948-1921-7.
- Lange، David W. (2006). History of the United States Mint and its Coinage. Atlanta, Ga.: Whitman Publishing. ISBN:978-0-7948-1972-9. مؤرشف من الأصل في 2022-05-03.
- Montgomery، Paul؛ Borckardt، Mark؛ Knight، Ray (2005). Million Dollar Nickel. Irvine, Ca.: Zyrus Press. ISBN:978-0-9742371-8-3.
- Peters، Gloria؛ Mohon، Cynthia (1995). The Complete Guide to Shield & Liberty Head Nickels. Virginia Beach, Va.: DLRC Press. ISBN:978-1-880731-52-9. مؤرشف من الأصل في 2021-12-09.
- Richardson، المحرر (1891). Supplement to the revised statutes of the United States. Washington, D.C.: US Government Printing Office. ج. 1. مؤرشف من الأصل في 2022-09-28.
- Taxay، Don (1983). The U.S. Mint and Coinage (ط. reprint of 1966). New York, N.Y.: Sanford J. Durst Numismatic Publications. ISBN:978-0-915262-68-7.
- Yeoman، R.S. (2014). دليل العملات المعدنية الأمريكية (ط. 68th). Atlanta, Ga.: Whitman Publishing. ISBN:978-0-7948-4215-4.

مصادر على الإنترنت
- "Rare U.S. coin fetches over US$3.7 million at auction". The China Post. 1 يناير 2010. مؤرشف من الأصل في 2016-03-05. اطلع عليه بتاريخ 2012-01-27.

## روابط خارجية
- مسيرة وعرة لنيكل رأس الحرية
- CoinResource.com   - ليبرتي هيد نيكلز 1883-1913
- CoinFacts.com   - ليبرتي النيكل